# ダイド・エリザベス・ベル

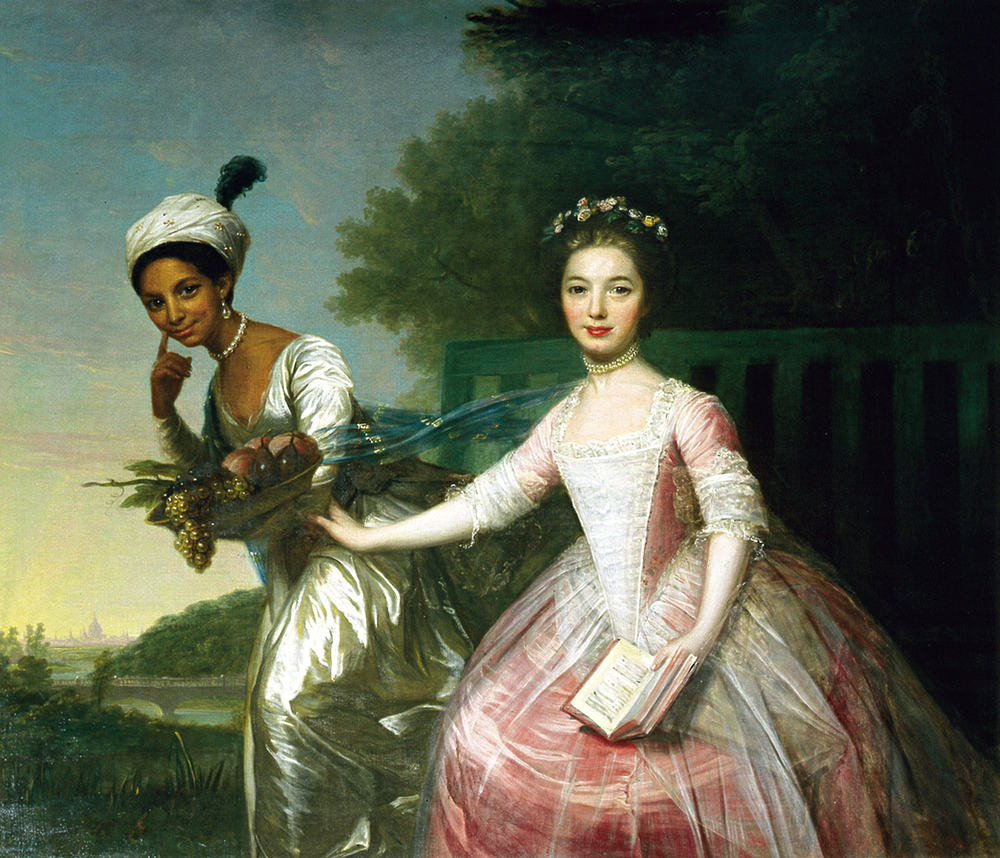
マンスフィールド伯爵の元で一緒に育った又従姉（右）と。1779年画

ダイド・エリザベス・ベル（Dido Elizabeth Belle, 1761年 - 1804年）は、イングランドの海軍軍人で下院議員サー・ジョン・リンゼイと、アフリカ人の奴隷女性ベルとの間に生まれた混血の私生児。母ベルについては黒人奴隷だったこと以外は全く分かっていない。ダイドは父方の大叔父マンスフィールド伯爵の邸宅で生涯を送った。

## 生涯
ダイドは1761年頃に生まれた。父親であるジョン・リンゼイはマンスフィールド伯爵の甥で、当時は西インド諸島に派遣されていたイギリス海軍の軍艦「HMSトレント」号の艦長を務めており、七年戦争下の1762年にはスペイン領ハバナでの占領作戦に従事していた。このことは、ダイドの母親が、イギリス戦艦と交戦状態に陥ったスペインの奴隷船から略奪された、アフリカ人奴隷（商品）だったことを物語っている。ただし、ダイドの洗礼記録は西インド諸島で出生したとされており、母親の名はマリア・ベルとなっている。
リンゼイは生まれた娘を本国イングランド、ロンドン郊外ハムステッドにある、叔父マンスフィールド伯爵の邸宅「ケンウッド・ハウス」に送った。子供のない伯爵夫妻は、母親を亡くした姪孫エリザベス・マレー（ダイドにとっては1歳年上の又従姉）を引き取って養育していた。マンスフィールドはダイドを、エリザベスの遊び相手に、成長すれば彼女の私的な付き人として育てるつもりだったようである（家族内でのダイドの役割は、女主人付きメイドというよりは、女主人付きコンパニオンに近い地位が想定されていたと思われる）。
ダイドは約30年間をケンウッド・ハウスで過ごした。彼女は公的には奴隷の娘、それもイギリス国外で使役される奴隷の娘であったために、特異な立場におかれていた。しかし彼女は慣習に従い家族の一員として遇されてはいた。マンスフィールド卿は自身が就任したイングランド及びウェールズ高等法院首席判事の権能によって、ダイドの法的・社会的地位における混乱を上手に収拾していた。奴隷逃亡事件である「サマセット事件」の審理を受け持った際には、以下の判断をくだした。
奴隷の地位は本然のものとされ、道徳的・政治的な観点から照らし合わせることを考慮されていない。しかし実定法のみが、これは事件が起きた理由、状況、日時などの証拠の効力を長く保障するものであるが、記憶から消されている。実定法のみがこの状況を助長しているのであり、これは非常に憎むべき事態である。非常に不都合なことであるが、それゆえ、この事件にかんする決定に関して、私はイングランドの法の適用を許可することはできない。
彼のこの発言はこの事件のみに関するものだったにもかかわらず、奴隷制度廃止論者たちはこれを奴隷制度は廃止されるべきだという意味に解釈し、彼自身ものちに上記の発言は奴隷に関する事件に適用されるべきものと述べた。歴史家たちは、マンスフィールドのこの判決には彼自身の個人的経験が作用していると考えている。
マンスフィールド自身は奴隷制に反対していたにもかかわらず、マンスフィールド伯爵家のしきたりは差別的なものだった。ダイドは家族と一緒に食事を摂ることは出来なかったし、特に賓客を招いていた時には厳しく禁じられたが、食後に客間で貴婦人たちがコーヒーを飲みながら談笑する際にはこれに参加した。ダイドは成長するに伴い、ケンウッドの付属農場での酪農や家禽の世話に関する監督を任されるようになり、また大叔父の裁判に関する問題でも相談役を引き受けていたが、このことは彼女がマンスフィールド卿のもとで十分な教育を受けたことを意味している。家禽や家畜の管理という仕事は、ジェントリ階層に属する女性の役目であるが、裁判の審理に関する相談役というのは普通は男性秘書に任される仕事であり、異例のことである。ダイドは毎年の手当として30ポンドから10数ポンド程度を貰っており、時には召使1人分程度の場合もあった。一方、一緒に育ったエリザベスは100ポンド程度を貰っていたが、女子相続人としての権利も得ていた。ダイドは人種的な問題、そして当時の私生児の法的・社会的地位の問題からエリザベスとは大きな身分の隔たりがあった。
1779年、逸名の画家（ヨハン・ゾファニーと推定される）はエリザベスの肖像の傍らにダイドを描き、彼女にエキゾティックな果物を持たせ、頭には大きな羽根のついたターバンを巻かせた。現在はスコットランド、スクーンの「スクーン・パレス」に飾られているこの肖像画は、現在のマンスフィールド伯爵が所有しており、2007年には奴隷貿易廃止200年を記念してイギリス国内で行われた記念事業に合わせ、ケンウッドで公開された。
エリザベスは1780年頃、20歳の時に結婚して家庭を持つことになった。ダイドの父親が死ぬと、彼は遺言によって1000ポンドを娘に残し、妻のメアリーにダイドを託した。しかしメアリー・リンゼイの遺言にダイドの名は出てこない。マンスフィールド伯爵は死後、ダイドに即金で500ポンドを残し、遺言によって年100ポンドを贈ることを約束し、また彼女を奴隷身分から解放することを書き残した。

## フィクション
- Let Jutice Be Done[1] - 2008年の舞台劇で、1772年のサマセット事件の判決にダイド・エリザベス・ベルが大きく関与していたという物語を設定している。
- 『ベル ある伯爵令嬢の恋』（Belle） - イギリス映画、2013年。演：ググ・バサ＝ロー